# Macrauchenia patachonica
Macrauchenia patachonica hay còn gọi là lạc đà không bướu mũi dài là một loài động vật móng guốc thời tiền sử đã tuyệt chủng thuộc chi Macrauchenia. Là loài động vật hữu nhũ có móng guốc Nam Mỹ, chúng là các loài động vật có vú móng guốc Nam Mỹ có cổ dài và chân dài, chân ba ngón, tiêu biểu cho bộ Litopterna. 

## Lịch sử
Các hóa thạch lâu đời nhất có niên đại từ khoảng 7 triệu năm trước, và M. patachonica biến mất khỏi các mẫu hóa thạch trong thời gian cuối thế Pleistocen, khoảng 20.000-10.000 năm trước. M. patachonica là loài được biết đến nhiều nhất của họ Macraucheniidae, và chỉ được biết đến từ hóa thạch tìm thấy ở Nam Mỹ. Mẫu ban đầu đã được Charles Darwin phát hiện trong hành trình của tàu Beagle. Macrauchenia giống như lạc đà không bướu với một cái vòi ngắn, mặc dù nó không có quan hệ họ hàng gần với cả lạc đà lẫn voi.

## Đặc điểm
Đây được coi là sinh vật kỳ lạ nhất từng được phát hiện. Charles Darwin, từng không thể lý giải được cách những động vật hữu nhũ có móng guốc của Nam Mỹ tiến hóa như thế nào, khi chúng có rất nhiều điểm chung với bộ gặm nhấm, voi và lạc đà, chúng có họ hàng gần gũi hơn với các loài ngựa hiện đại.
Các loài họ hàng gần gũi nhất với loài hữu nhũ có móng guốc này là bộ chân guốc lẻ, gồm ngựa, tê giác và heo vòi. Điều này ám chỉ, các động vật kỳ lạ của Nam Mỹ đã di cư tới lục địa này từ Bắc Mỹ cách đây khoảng 60 triệu năm, chỉ sau khi một đợt đại tuyệt chủng xóa sổ nhiều loài khủng long không biết bay.
Chúng ăn thực vật, như lá cây hay lá cỏ. Phân tích đồng vị cacbon men răng của M. patachonica', cũng như chỉ số độ dài răng, kích thước cơ thể và chiều rộng mõm cho rằng chúng là ăn tạp, kết hợp bứt lá C3 với gặm cỏ C4. Các nhà khoa học tin rằng, vì hình dạng của răng, Macrauchenia khi ăn dùng vòi để nắm giữ lá và cỏ. Người ta cũng tin rằng chúng sống theo bầy giống linh dương, giúp chúng dễ tránh khỏi thú ăn thịt hơn.
Khi được phát hiện, nó đã được cho là con mồi của các loài động vật ăn thịt bản địa lớn nhất Nam Mỹ, như Andalgalornis, và Sparassodonta ăn thịt như Thylacosmilus. Vào cuối thế Pliocen/đầu thế Pleistocen, eo đất Panama đã hình thành, cho phép các loài động vật ăn thịt nguồn gốc Bắc Mỹ, như báo sư tử, báo đốm Mỹ và Smilodon populator, di thực tới Nam Mỹ và thay thế các loài bản địa.